# Отношения Беларуси и ДР Конго
Отношения Белоруссии и Демократической Республики Конго — двухсторонние дипломатические отношения между Республикой Беларусь и Демократической Республикой Конго, установленные 16 ноября 2010 года.

## Особенности
Две страны установили официальные дипломатические контакты друг с другом относительно поздно. Тем не менее, это не мешало им иметь незначительные связи в военной и торговой сферах.

## Экономические связи
В 1998—2005 годах основу белорусского экспорта в Демократическую Республику Конго составляли калийные удобрения, часы и браслеты, трубы, шланги и рукава из резины, центрифуги, агрегаты для фильтрования жидкостей или газов. Из ДРК импортировались фрукты, растения для декоративных целей, крепкие спиртные напитки, майки, трикотаж, носовые платки, салфетки.
По данным Национального статистического комитета Белоруссии, в 2019 году экспорт белорусских товаров в ДР Конго составил менее 400 тысяч долларов. Примерно на таком же уровне он был и по итогам января—августа следующего года. Важнейшей экспортной позицией Белоруссии стали калийные удобрения (около 340 тыс. долларов), на втором месте по объёмам продаж продукция Минского тракторного завода (около 40 тыс. долларов). В 2020 году лидировали калийные удобрения (около 300 тыс. долларов), конголезским покупателям также отправлены автомобили специального назначения и пластмассовые изделия.
В октябре 2020 года прошла встреча между управляющим компании Aftrade DMCC Александром Зингманом и премьер-министра ДР Конго Сильвестра Илунги. По словам Зингмана, белорусский бизнес имеет интерес в сфере инвестиций в сельское хозяйство, горнодобывающую промышленность, транспорт, сбор отходов и оборону. СМИ отметили, что на встрече с белорусской делегацией присутствовали руководители соответствующих министерств кабинета Сильвестра Илунги, включая министра обороны. Представители Aftrade DMCC также предложили обеспечить мобилизацию финансирования возможных проектов за счет ресурсов африканского Trade & Development Bank (TDB) и белорусского Банка развития.

## Информационно-коммуникативные технологии
С 17 по 19 декабря 2018 года с рабочим визитом в Минске находилась делегация экспертных деловых кругов Демократической Республики Конго. В составе делегации — руководители Министерства почты и коммуникаций ДРК, а также ИТУП «Африка Юнион Коммодитиз» — дочернего предприятия южноафриканской компании Africa Union Holdings Pty Ltd. Целью визита стали варианты реализации автоматизированных решений в сфере управления основными процессами в сфере ИКТ. В рамках этого делегаты из ДРК изучили опыт белорусских предприятий в области построения информационно-технологических инженерных и коммуникационных инфраструктур, а также разработки и внедрения автоматизированных систем на общегосударственном уровне. Конголезские делегаты посетили Национальный центр электронных услуг. Коллег заинтересовал опыт работы центра обработки данных НЦЭУ, а также решения в области электронного документооборота, обеспечения информационной безопасности, технологии электронной цифровой подписи. В ходе презентации деятельности НЦЭУ был выработан ряд предложений по развитию партнерских взаимоотношений. НЦЭУ готов предоставить весь спектр услуг в области развития трансграничного электронного взаимодействия: от консалтинга до поставки и сопровождения готовых программных решений.

## Военная сфера
В 1998 году Белоруссия продала ВС ДРК две РСЗО БМ-21. В 2015—2019 годах сообщалось, что белорусские военные инструкторы находятся в зоне военных действий в Киву, занимаясь подготовкой конголезских военнослужащих, а предприятия ВПК Белоруссии — ремонтом авиатехники ВВС ДРК.